# David Katoatau
David Katoatau (* 17. července 1984 Nonouti) je kiribatský vzpěrač těžké váhy.
Šestkrát se stal mistrem Oceánie: v letech 2007, 2009 a 2012 ve váze do 94 kg a v letech 2013, 2014 a 2016 ve váze do 105 kg. V roce 2014 získal pro Kiribati první zlatou medaili z Her Commonwealthu, když vyhrál soutěž do 105 kg. Na olympiádě 2008 obsadil 15. místo v kategorii do 85 kg (313 kg ve dvojboji), na olympiádě 2012 skončil na 17. místě do 94 kg (325 kg ve dvojboji) a na olympiádě 2016 byl čtrnáctý ve váze do 105 kg (349 kg). Na olympiádě v Riu vzbudil mediální pozornost svým tancem nad činkou po každém úspěšném pokusu, kterým podle vlastních slov chtěl upozornit na situaci své země, ohrožované stoupající hladinou světového oceánu.
Katoatau na olympiádě v Riu také vysvětlil, proč přesídlil z Kiribati na Novou Kaledonii: v jeho zemi není sportovní hala a venku se dá trénovat jen brzy ráno, než slunce příliš rozpálí činku.